# Chicomurex rosadoi
Chicomurex rosadoi là một loài ốc biển, là động vật thân mềm chân bụng sống ở biển thuộc họ Muricidae, họ ốc gai.

## Phân bố
Loài này phân bố ở the miền tây Thái Bình Dương.